# Gasværket (film)
 For alternative betydninger, se Gasværket. (Se også artikler, som begynder med Gasværket)
Gasværket er en dansk børnefilm fra 1971 instrueret af Ib Spang Olsen efter eget manuskript.

## Handling
Det kæmpestore Østre Gasværk, som fra 1873 forsynede halvdelen af København med gas og koks, blev lukket i 1969, men henlå tomt i nogle år.

## Medvirkende
- Lasse Spang Olsen, Dreng
- Martin Spang Olsen, Dreng